# Piotr Franciszek Branicki
Piotr Franciszek Branicki herbu Korczak (zm. 14 lutego 1762 we Lwowie) – kasztelan bracławski.
Syn Józefa, kasztelana halickiego, który w 1732 odstąpił mu różne królewszczyzny w województwie bełskim, zmarłego w 1735 roku i Teresy Iskry, podstolanki buskiej, ojciec Franciszka Ksawerego, hetmana wielkiego koronnego.
Poślubił Walerię Melanię Szembek, córkę wojskiego oświęcimskiego Piotra. Jego córka Elżbieta (1733-1800), poślubiła generała majora Jana Sapiehę (1732-1757) i została matką Kazimierza Nestora.
Od 1729 roku pełnił obowiązki chorążego halickiego. W latach 1744–1762 (od 8 września) był kasztelanem bracławskim. Komisarz z ziemi halickiej do Trybunału Skarbowego w 1729 roku. Był posłem ziemi halickiej  na sejmy 1724, 1736 i 1740. W 1733 po ojcu został rotmistrzem pancernym w 1729 roku był towarzyszem pancernym. W 1734 był konsyliarzem konfederacji, zawiązanej w obronie Augusta III Sasa.
Został odznaczony Orderem Orła Białego 3 sierpnia 1754 w Warszawie.